# Oligosoma nigriplantare
Oligosoma nigriplantare är en ödleart som beskrevs av  Peters 1874. Oligosoma nigriplantare ingår i släktet Oligosoma och familjen skinkar.

## Underarter
Arten delas in i följande underarter:
- O. n. nigriplantare
- O. n. polychroma